# Варзе
Варзе́ (фр. Varzay) — коммуна во Франции, находится в регионе Пуату — Шаранта. Департамент коммуны — Шаранта Приморская. Входит в состав кантона Сент-Запад. Округ коммуны — Сент.
Код INSEE коммуны — 17460.

## Население
Население коммуны на 2010 год составляло 793 человека.
| 1962 | 1968 | 1975 | 1982 | 1990 | 1999 | 2010 |
| ---- | ---- | ---- | ---- | ---- | ---- | ---- |
| 471  | 468  | 474  | 592  | 634  | 674  | 793  |